# Бикслер, Даллас
Да́ллас Де́нвер Би́кслер (англ. Dallas Denver Bixler; 17 февраля 1910 года — 13 августа 1990 года) — американский гимнаст, олимпийский чемпион. Принимал участие в соревнованиях по спортивной гимнастике налетних Олимпийских играх 1932 в Лос-Анджелесе, где завоевал золотую медаль в упражнениях на перекладине.

## Биография
Бикслер родился 17 февраля 1910 года в городе Хатчинсон штата Канзас, США. У него было четыре брата и две сестры. Первые десять лет Бикслер прожил в Хатчинсоне. Его отец занимался сельским хозяйством и имел в городе пять овощных магазинов. В 1920 году отец продал все пять магазинов, и семья переехала в Лос-Анджелес. Здесь Бикслер окончил среднюю школу, занимался гимнастикой. Его тренером в спортивном клубе был Albert Hemseth.
В дальнейшем Бикслер занимался гимнастикой в ассоциации Germania Turnverein, был инструктором в спортивном клубе L.A. Athletic Club (LAAC) в Сан-Франциско, в 1930 году участвовал в соревнованиях штата по спортивной гимнастике.
За пять дней до Олимпийских игр в 1932 году он принимал участие в отборочных соревнованиях в Нью-Йорке. Войдя в команду США, Бикслер на Олимпийских играх 1932 завоевал золото на перекладине, получив за упражнение наибольшее количество очков — 28,4.
В мае 1935 года на тренировке он повредил мышцы плеча и не смог принять участие в Олимпийских играх 1936 года. Покинув активный спорт, он работал судьёй, занимался бизнесом, работал в школе.
Был женат, имел троих детей.